# Датско-норвежская операция
Датско-норвежская операция или Операция «Везерюбунг» (нем. Fall Weserübung), также: «Учения на Везере» или «Везерские манёвры» — немецкая военная операция по захвату Дании — Везерюбунг-Зюд (нем. Weserübung-Süd) — и Норвегии — Везерюбунг-Норд (нем. Weserübung-Nord) — во время Второй мировой войны в апреле-июне 1940 года.

## Предыстория

### Политическая обстановка
Со времён Крымской войны скандинавские страны придерживались во внешней политике принципа нейтралитета. С 1905 года и до конца Первой мировой войны Великобритания и Германия оказывали давление на Норвегию из-за географического положения этой страны, позволяющего контролировать восток Северного моря. Непосредственно перед началом войны Дания, Швеция и Норвегия провели ряд встреч на высшем уровне, где подчеркнули свою волю к нейтралитету. Однако, воюющие стороны вынудили северные страны к косвенному участию в войне: Швеция и Норвегия передали значительную часть своего торгового флота Антанте, а Германия вынудила Данию частично заблокировать минами пролив Большой Бельт. В конце войны Норвегия по просьбе Великобритании проложила в своих водах минное заграждение против немецких подлодок. После поражения Германии в Первой мировой войне Дания вернула себе северный Шлезвиг, отторгнутый в 1864 году.
Накануне новой мировой войны скандинавы продолжали придерживаться нейтралитета. 31 мая 1939 года между Данией и Германией был заключён пакт о ненападении; Швеция и Норвегия отвергли аналогичные предложения, не чувствуя угрозы за проливами. Немцы безуспешно пытались заключить договор с Норвегией, после чего последовал ряд инцидентов: захваченное крейсером «Дойчланд» американское торговое судно «Сити оф Флинт» было конфисковано в октябре в Хёугесунне; в конце ноября норвежцы разрешили немецкому судну «Вестервальд» войти в военный порт Берген; 7—13 декабря в норвежских водах германской подлодкой были потоплены британские или зафрахтованные британцами суда «Томас Уолтон», «Дептфорд» и «Гэродфелиа».
В январе 1940 года британский министр иностранных дел лорд Галифакс заявил, что это вынуждает Великобританию распространить ведение войны на норвежские территориальные воды. Было решено разработать план по захвату портов на норвежском побережье, в частности Нарвика, из которого можно было занять шведские рудники, а также выступить на помощь Финляндии, обороняющейся против Советского Союза. Французы, после того как к ним «прилетел» план «Гельб», были заинтересованы в открытии второго фронта для отвлечения сил вермахта. На одном из приёмов с участием журналистов Скандинавских стран Черчилль, будто бы мимоходом, сказал: «Иногда можно и пожелать, чтобы северные страны оказались на противоположной стороне, и тогда можно было захватить нужные стратегические пункты». «Складывается впечатление, — писал об этом событии будущий Генеральный секретарь ООН Трюгве Ли, — что Черчилль выступил со своим заявлением с явным намерением сделать так, чтобы оно дошло до ушей немцев». Были созданы корпуса для отправки на Балканы и в Нарвик.
В течение осени-зимы 1939—1940 года Великобритания осуществила ряд акций, компрометирующих нейтралитет Норвегии. На страну оказывался политический нажим с целью получения значительной доли её торгового тоннажа, ей пытались навязать односторонне выгодный торговый договор, предъявляли требования, которые невозможно было выполнить, не отходя от общепринятых норм нейтралитета. В самом начале войны — 5 сентября — британское правительство опубликовало обширный список товаров, которые оно квалифицировало как военную контрабанду. Принятие этого списка приводило к тому, что значительная часть норвежского экспорта в Германию оказалась под запретом, а внешняя торговля страны попадала под английский контроль. Норвежское правительство было вынуждено уклониться от выполнения требований Уайтхолла. Особый интерес представлял торговый флот Норвегии, включающий 1300 пароходов (суммарно 1,78 млн брт) и 682 теплохода (суммарно 2,98 млн брт). Посредством правительственных и частных договоров в начале войны, Великобритания смогла использовать норвежские суда общей вместимостью 2 450 000 регистровых брутто-тонн (1 650 000 из которых пришлись на танкеры).

### Разработка операции «Учения на Везере»
Для немцев Норвегия была как ключом к Северному морю, так и путём транзита шведской руды; на её захвате особенно настаивал главнокомандующий кригсмарине гросс-адмирал Эрих Редер. Верховное командование вермахта также с самого начала Второй мировой войны настаивало на вторжении в Норвегию ввиду исключительной важности контроля за добычей железной руды и её транспортировки вдоль норвежского побережья для германской военной промышленности. 14 декабря 1939 года командование вермахта получило задание от Гитлера исследовать возможность захвата Норвегии. Первоначально Генштаб скептически отнёсся к необходимости и возможности выполнения этой цели, однако 27 января всё же был создан отдельный штаб для разработки плана под кодовым названием «Учения на Везере» (нем. Weserübung). Инцидент с «Альтмарком» 16 февраля ослабил позиции противников операции, и с этого момента подготовка к ней была форсирована. 24 февраля штаб 21-го корпуса под руководством генерала Николауса фон Фалькенхорста начал детальную разработку операции, а через 5 дней уже представил Гитлеру готовый проект. Принципиальной чертой плана было стремление осуществить молниеносные одновременные десанты в ключевых городах, по возможности без применения оружия. Редер посоветовал осуществить десант до 7 апреля, то есть до окончания полярной ночи. На совещании 2 апреля Гитлер назначил «днём Везер» (высадки) девятое число. Были установлены контакты с лидером малопопулярной норвежской партии «Nasjonal Samling» Видкуном Квислингом, хотя на проведении военной операции это никак не сказалось.
Вначале операция планировалась исходя из одновременного наступления на Западном фронте, поэтому для неё выделялось минимальное количество сухопутных подразделений: 3-я горнострелковая дивизия генерал-майора Эдуарда Дитля и некоторые резервные полки. Позже было решено разделить операции по времени, чтобы сохранить оперативную и политическую свободы, и поэтому северной кампании были приданы значительные силы. Первым эшелоном на норвежском побережье должны были высадиться 69-я и 169-я пехотные и 3-я горнострелковая дивизии; вторым — 181-я и 196-я; третьим — 214-я. Хотя нарушение нейтралитета ещё одной страны являлось нежелательным в политическом плане, в операцию включили также захват Дании: для снабжения «норвежского» десанта нужны были аэродромы Ютландии; необходимо было обеспечить безопасное движение морского транспорта по датским проливам. Для Дании выделили 170-ю, 198-ю пехотные дивизии и 11-ю моторизованную бригаду.

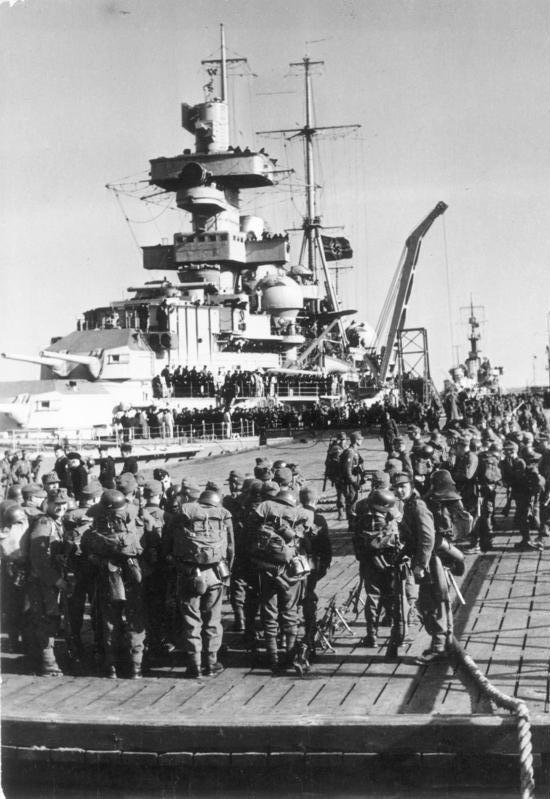
Погрузка войск на «Адмирал Хиппер», 6 апреля 1940

Для операции были использованы почти все корабли военного и торгового флотов рейха. Транспортные суда планировалось разгружать в захваченных портах сразу после десантирования, поэтому суда для Нарвика должны были выйти за 6 суток до «дня Везер». Военные корабли могли выйти на 3 дня позже, так что точка невозврата начала операции наступала как раз в этот момент. Кригсмарине впервые выпало перевозить крупные сухопутные подразделения, поэтому для прикрытия десанта и атак против возможного контрдесанта были использованы субмарины. Надводный флот уже понёс значительные потери и имел теперь в наличии следующие силы: линкоры «Шарнхорст» и «Гнейзенау», карманный линкор «Лютцов», 2 тяжёлых и 4 лёгких крейсера, 14 эсминцев, 7 торпедных катеров.
Люфтваффе поручили: перевозить парашютистов и сухопутные части в Ольборг, Осло, Кристиансанн, Ставангер и Берген; оборонять суда и оказывать авиаштурмовую поддержку вермахту. Эти задачи были возложены на 10-й воздушный корпус генерал-лейтенанта Гайзлера. В него вошли 4-я, 26-я, 30-я боевые эскадры, 100-я группа боевой эскадры, 3 зенитных отделения, батальон парашютистов, 7 авиатранспортных групп, по одной наземной и морской транспортной эскадре.
Зоны ответственности были поделены следующим образом: группа ВМС «Восток» (адмирал Рольф Карльс) — командование на воде до Скагеррака; группа ВМС «Запад» (генерал-адмирал Альфред Заальвахтер — командование в Северном море и норвежских водах; 21-й корпус (генерал Фалькенхорст) — в Норвегии после высадки; 31-й корпус (генерал авиации Каупиш) — действия в Дании; 10-й авиакорпус (генерал-лейтенант Гайзлер) — поддержка сухопутных и морских сил в Норвегии и Дании. При этом обе флотские группы оказались в подчинении непосредственно ОКМ, 31-й армейский корпус — 21-го корпуса, 10-й воздушный — командования ВВС.

### Разработка операции «Уилфред» и плана R4
Великобритания со своей стороны планировала захват Скандинавских стран для распыления сил Германии и ведения экономической блокады. Для этого британское военное ведомство планировало несколько независимых операций. Чтобы не быть вовлечённым в войну с СССР, британский премьер Чемберлен предложил произвести минирование норвежских территориальных вод (на чём давно уже настаивал Черчилль) и таким образом изгнать германские рудовозы из их трехмильных пределов, на которых выполнялись требования о нейтралитете, под удары военно-морских сил союзников, превосходство которых на море было неоспоримым. Операция, получившее кодовое название «Уилфред», не рассчитывала встретить сильное германское противодействие.
31 марта крейсер «Бирмингем» с эсминцами «Фирлесс» и «Хостайл» были направлены к берегам Норвегии для перехвата прорывающихся в Германию немецких судов. Дополнительно им ставилась задача захвата рыболовных траулеров противника и прикрытия своих сил, которым предстояло ставить мины. Отряд оперировал у норвежского побережья до вечера 7 апреля, успев захватить в качестве призов три немецких траулера: «Фрисланд» (247 брт), «Бланкенберг» (336 брт) и «Нордланд» (392 брт).
3 апреля британский флот получил указание произвести минирование норвежских вод. Выход кораблей назначили двумя днями позже.
Постановки в рамках операции «Уилфред» предусматривалось проводить несколькими группами кораблей:
- группа «WB» (эсминцы «Экспресс» и «Интрепид») — в районе Кристиансунна (62°54' с. ш., 6°55' в. д.);
- группа «WS» (минный заградитель «Тевайэт Бэнк» и эсминцы «Инглфилд», «Айлэкс», «Имоджен», «Айзис») — в районе м. Стад (62° с. ш., 5° в. д.);
- группа «WV» (20-я флотилия эсминцев-заградителей («Эск», «Импалсив», «Икарус», «Айвенго») и 2-я флотилия эсминцев (лидер «Харди», эсминцы «Хотспёр», «Хэвок», «Хантер») для прикрытия) — в районе Будё (67°24' с. ш., 14°36' в. д.).

Соединение под командованием вице-адмирала Уильяма Дж. Уитворта (линейный крейсер «Ринаун» и эсминцы «Грэйхаунд», «Глоууорм», «Хайперион», «Хироу») было выделено для оперативного прикрытия заградительных групп, так как поступили сведения о находящихся в Нарвике норвежских броненосцах, кроме того, нельзя было полностью исключать ответных мер противника.
«Поскольку минирование нами норвежских вод могло вызвать ответные действия Германии, — вспоминал Черчилль, — было решено также, что в Нарвик следует послать английскую бригаду и французские войска, чтобы очистить порт и продвинуться к шведской границе. В Ставангер, Берген и Тронхейм также должны были быть посланы войска».
Так в общих чертах и выглядел новый план, получивший кодовое название «R4». В нём просматриваются следующие характерные решения:
- расчёт на лояльность политического руководства Норвегии;
- основной акцент делался на ведение боевых действий на море, планы строились из расчёта значительного превосходства британского флота над германским, на ВМС возлагались основные усилия по противодействию возможным немецким контрмерам;
- в первом эшелоне задействовались исключительно британские войска, во втором — также французские и польские силы;
- военные действия в Дании на данном этапе не предусматривались[30].

### Силы Антигитлеровской коалиции
Норвегия имела 6 дивизий, общей численностью 55 тыс. человек (после частичной мобилизации). Норвежский флот имел 2 броненосца береговой обороны, 7 миноносцев, 8 тральщиков, 10 минных заградителей, 17 миноносцев, 9 подводных лодок. Норвежская авиация состояла из 190 самолётов. Дания имела 2 дивизии, общей численностью 14,5 тыс. человек. Датский флот состоял из 2 броненосцев береговой обороны, 9 тральщиков, 3 минных заградителя, 6 миноносцев, 7 подводных лодок. Датская авиация имела 94 самолёта.
Дабы опередить и предотвратить вторжение Германии, к берегам Норвегии также были направлены войска Великобритании (4 пехотных бригады, 3 авианосца, 4 линкора, 21 крейсер, 21 эсминец, 18 подводных лодок), Франции (3 пехотных бригады, 2 крейсера, 11 эсминцев, 1 подводная лодка), и остатки польской армии (1 пехотная бригада, 3 эсминца, 1 подводная лодка).

## Десантные операции

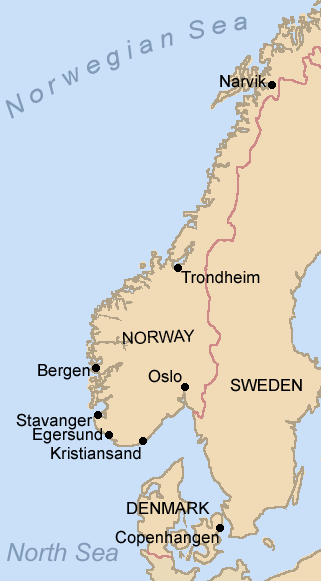
Пункты высадки немецкого морского и воздушного десанта в операции «Везерюбунг»

С 3 апреля немецкие порты покидали транспорты, идущие в Ставангер, Тронхейм и Нарвик. Около трёх часов ночи 7 апреля военные германские корабли, перевозившие армейские части, предназначенные для Северной Норвегии, собрались у Шиллигских подходов (на выходе из бухты Вильгельмсхафена) и направились на север: это были линкоры «Гнейзенау» (флагман вице-адмирала Гюнтера Лютьенса) и «Шарнхорст», тяжёлый крейсер «Адмирал Хиппер» и 12 эсминцев. Днём флот был обнаружен британской морской авиацией, чьё командование решило, что соединение будет прорываться в Атлантику. Оно направило несколько флотилий в Северное море и на рубеж Шетландские острова — Исландия. Ночью немецкий флот попал в шторм, продолжавшийся несколько суток: он причинил некоторый ущерб кораблям и серьёзно затруднил навигацию. В 10 часов утра 8 апреля «Адмирал Хиппер» протаранил и потопил шедший в одиночку эсминец «Глоууорм»; после чего он и 4 эсминца отправились в Тронхейм-фьорд. Около 21:00, когда соединение встало у Вест-фьорда, оставшиеся 8 эсминцев простились с линкорами и отправились к Нарвику. В ночь на 9 апреля норвежское адмиралтейство приказало отключить радиомаяки и погасить огни на побережье. Десант в обеих странах был назначен на 5:15, а за полчаса до этого линкоры обнаружили 2-ю флотилию эсминцев адмирала Уильяма Уитворта с линейным крейсером «Ринаун» в качестве флагмана. В 5:10 начался бой между британским крейсером и немецкими линкорами, в результате которого на последних вскоре вышли из строя орудийные башни «A», после чего они предпочли ретироваться, что в штормовую погоду не представляло большой трудности.

### Норвегия
Восемь эсминцев 1-й десантной группы во главе с «Вильгельмом Хейдкампом» утром 9 апреля вошли в бухту Нарвика, где после переговоров потопили норвежские броненосцы береговой охраны «Эйдсвольд» и «Норге». Эсминцы высадили в порту горнострелков; после непродолжительной беседы начальник гарнизона Нарвика, полковник Зундло, сдал город Дитлю; однако две роты 13-го пехотного полка не подчинились приказу и отошли к шведской границе. В 8:10 с эсминцев передали в штаб, что Нарвик, основная цель вторжения, захвачен.
Предназначенная для Тронхейма 2-я группа — «Адмирал Хиппер» и 4 эсминца — из опасения встретить британский флот уже в ночь на 9 апреля встала у берега перед входом в Тронхейм-фьорд. В 4 утра соединение с небольшой артиллерийской перестрелкой преодолело прожекторное заграждение фьорда. В шестом часу 138-й горнострелковый полк начал высадку в городе и у южных береговых батарей. Командир полка, полковник Вейс, быстро достиг лояльности местных властей. Не пришёл немецкий танкер, и у военных кораблей возникла проблема с горючим, из-за чего они не смогли отправиться домой 9 апреля, как было предусмотрено планом. Аэродром и оставшиеся батареи были заняты только 11 апреля; в тот же день флот вышел в море.
В операции против Бергена участвовали (3-я группа) лёгкие крейсеры «Кёльн» (флагман контр-адмирала Шмундта) и «Кёнигсберг», артиллерийский учебный корабль «Бремзе», 2 миноносца и 5 торпедных катеров с эскортным кораблём «Карл Петерс». На них находились сухопутные подразделения во главе со штабом 69-й дивизии генерал-майора Титтеля. В 18:00 8 апреля британский флот из двух крейсеров и 15 эсминцев находился в 60 милях от 3-й группы, но ночью он прошёл севернее входа в Корс-фьорд. В 4:30 для захвата батареи Кварвена у входа в Би-фьорд высадились некоторые армейские части; в 5:15 3-я группа вошла во фьорд. Батарея Кварвена ответила огнём, повредившим «Карла Петерса», однако остальные корабли прошли в гавань Бергена. В 6:20 высадка закончилась, через 3 часа были захвачены ведшие огонь батареи Кварвена и Сандвикена. В полдень Берген оказался под контролем немцев, но вечером к фьорду должен был подойти британский флот из 3 линкоров, 10 крейсеров и 20 эсминцев. Шмундт принял решение немедленно увести корабли, а армейские части приготовились к обороне побережья.

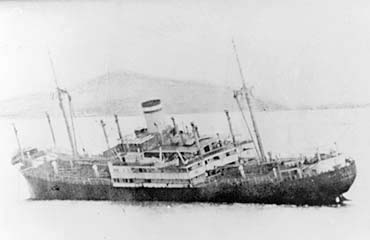
Тонущая «Рода»

Во «время Везер» Ставангер атаковали пикирующие бомбардировщики, после чего десантировались парашютисты. По воздуху были доставлены пехотинцы и зенитчики; город и аэродром Сула были захвачены очень быстро. Норвежский эсминец «Аэгер» потопил в гавани немецкий теплоход «Рода», после чего был уничтожен люфтваффе. Вскоре в порту высадился 193-й пехотный полк (полковник Беерен) 69-й дивизии, взявший контроль над частью Ставангера. Утром 9 апреля половина 2-й флотилии тральщиков захватила кабельную станцию в Эгерсунне, при этом был потоплен норвежский миноносец «Скарв».
Некоторые проблемы возникли у десанта в Кристиансанне. 4-я группа состояла из лёгкого крейсера «Карлсруэ» (капитан Риве), трёх миноносцев и восьми торпедных катеров. Из-за плотного тумана только в 6:00 утра 9 апреля Риве решился войти во фьорд, где был атакован батареей Оддерёе. По злой иронии судьбы, как раз в это время, спасаясь от британского флота, во фьорд пришёл немецкий торговый пароход «Сиэтл», пробившийся через британскую блокаду из Кюрасао; оказавшись не вовремя в неподходящем месте, он был потоплен норвежскими батареей и эсминцем «Гиллер». Батареи Оддерёе и Глеоддина упорно сопротивлялись под атаками люфтваффе, однако в полдень были захвачены. К 17:00 в Кристиансанне расположился 310-й немецкий пехотный полк.

Карта Осло-фьорда

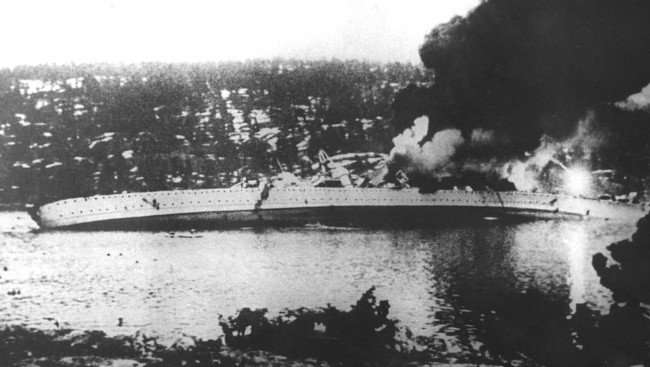
Тонущий «Блюхер»

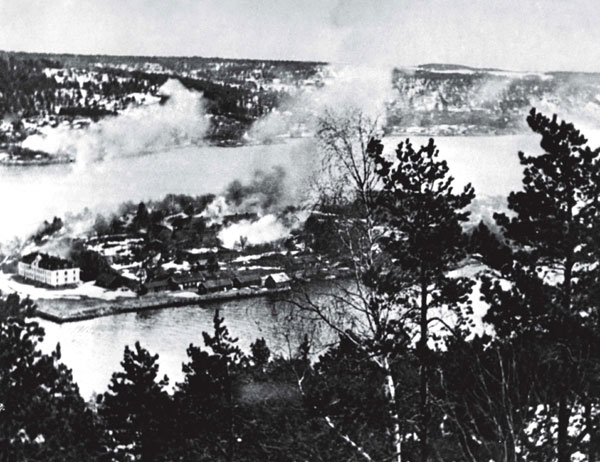
Пожары в Оскарсборге после налёта люфтваффе

Успех и быстрота захвата Осло были крайне важны для немцев как в военном, так и политическом планах, однако именно этот десант оказался для них самым неудачным. Половина 324-го пехотного полка 163-й дивизии должна была перелететь на аэродром Осло-Форнебю после того как его захватит рота парашютистов; вторая половина полка планировала высадиться в порту Осло с кораблей 5-й десантной группы. В неё входили тяжёлые крейсеры «Блюхер» (флагман контр-адмирала Куммеца, на нём также находился штаб дивизии генерал-майора Энгельбрехта) и «Лютцов», лёгкий крейсер «Эмден», 3 миноносца, 8 тральщиков и 2 вооружённых китобоя. После прохождения прожекторного заграждения между Болаерне и Рауёй, были направлены штурмовые группы для захвата этих укреплений и главного военного порта Норвегии, Хортена. Рассчитывая, что серьёзного сопротивления оказано не будет, Куммец решил прорваться через самое узкое место Осло-фьорда, проход Дрёбак. У северного выхода из прохода находился остров-форт Оскарсборг. В 5:20 неожиданно для немцев две батареи форта открыли перекрёстный огонь из 280-миллиметровых орудий по шедшему первым «Блюхеру» с дистанции 500 метров. На крейсере сразу отказала система управления огнём и начались пожары; маневрируя, он вёл беспорядочный огонь из зенитных орудий. В это время корабль получил две торпедные пробоины от превосходно замаскированной береговой торпедной установки в Кахольме. В 7:23 «Блюхер» затонул на 90-метровой глубине в 400 метрах от берега. Несмотря на отсутствие большей части спасательных жилетов и шлюпок, разлившееся горящее топливо и ледяную (3 градуса по Цельсию) воду, большинство моряков и солдат смогли добраться до берега; там они на непродолжительное время попали в норвежский плен. «Эмден» и «Лютцов» задним ходом вышли из прохода, после чего принявший на себя командование капитан Тиле («Лютцов») решил высадить пехоту в Сонбуктене, чтобы поддержать с суши прорыв Дрёбака. В это время в боях за Рауёй и Хортен были потоплены немецкий катер-тральщик R-17 и норвежская субмарина A-2; норвежский адмирал сдал порт. Вечером люфтваффе атаковало Дрёбак и Оскарсборг; с батареями в Осло-фьорде велись переговоры о сдаче. Немецкие корабли вошли в порт Осло только утром 10 апреля.
Парашютисты не смогли во «время Везер» высадиться в Осло-Форнебю из-за сильного зенитного огня, но штурмовая группа пехоты под прикрытием бомбардировщиков приземлилась и захватила аэропорт. В девятом часу началась посадка транспортов; после полудня пехота под командованием полковника Польмана ворвалась в Осло, который вскоре был захвачен. Небольшие немецкие силы с тревогой наблюдали за двумя норвежскими дивизиями, стоявшими у Фредрикстада и Гардермуэна.

### Дания

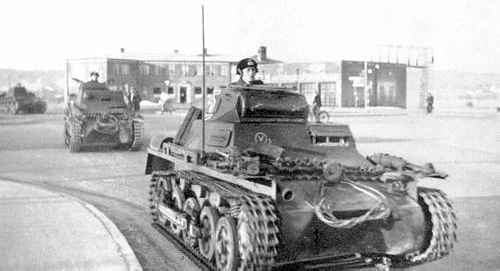
PzKpfw I в Обенро, 9 апреля 1940

Вечером 8 апреля к датско-германской границе в Шлезвиге были стянуты 170-я пехотная дивизия и 11-я стрелковая бригада. 9 апреля в 5:25 утра, они перешли границу, датский батальон отступил. С локальными столкновениями 170-я дивизия продвигалась вглубь Ютландии, в то время как люфтваффе бомбило аэродромы, на которые скоро высадились парашютисты. 11-я бригада марш-броском быстро достигла Скагена.
190-я дивизия в ночь на 9 апреля вышла в море на транспортах из Киля и Варнемюнде. Парашютисты захватили мост между Фальстером и Зеландией, а с моря был захвачен Корсёр. Это дало возможность быстро оккупировать Зеландию; ещё один морской десант захватил Борнхольм.
Ключевым в захвате Дании практически без борьбы стало быстрое овладение столицей. Для этой цели теплоход «Ганзейский город Данциг» взял на борт 308-й пехотный полк майора Глейна, обошёл Зеландию с запада и севера, и вместе с ледоколом «Штеттин» вошёл в порт Копенгагена. Из форта Миддельгрунн увидели немецкий военный флаг на «Данциге»; комендант приказал произвести предупредительный выстрел с целью заставить суда остановиться, однако выстрел так и не раздался. «Штеттин» остановился, а «Данциг» в 5:20 причалил к пристани. Пехотинцы на велосипедах добрались до Цитадели Копенгагена, где у них завязалась перестрелка со стражей. В 7:20 датский король Кристиан X приказал прекратить сопротивление; немецкий и датский командиры обменялись визитами вежливости. Полагая, что Германия воюет и со Швецией, один датский полковник увёл свой батальон через пролив Эресунн в Хельсингборг. Уже с 9 апреля немцы задействовали для снабжения подразделений в Норвегии датские аэродромы, шоссейные и железные дороги.

## Битва за Норвегию

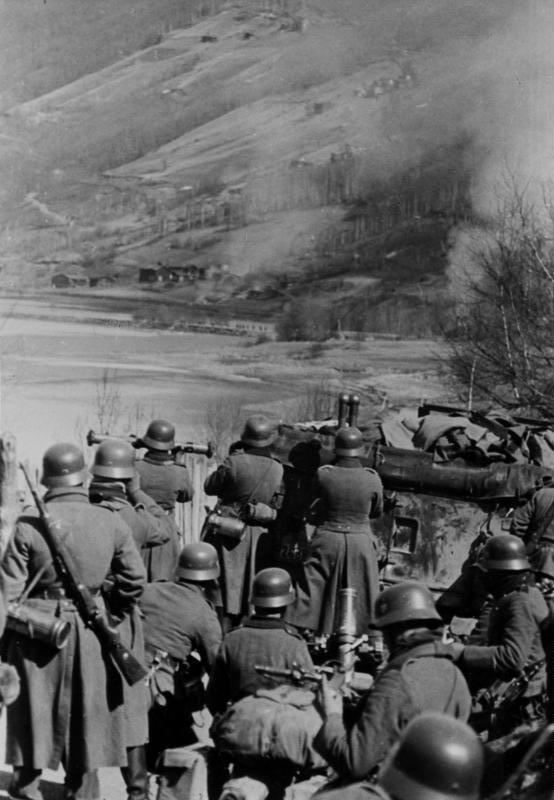
Фронт у Тронхейма, 29 апреля 1940

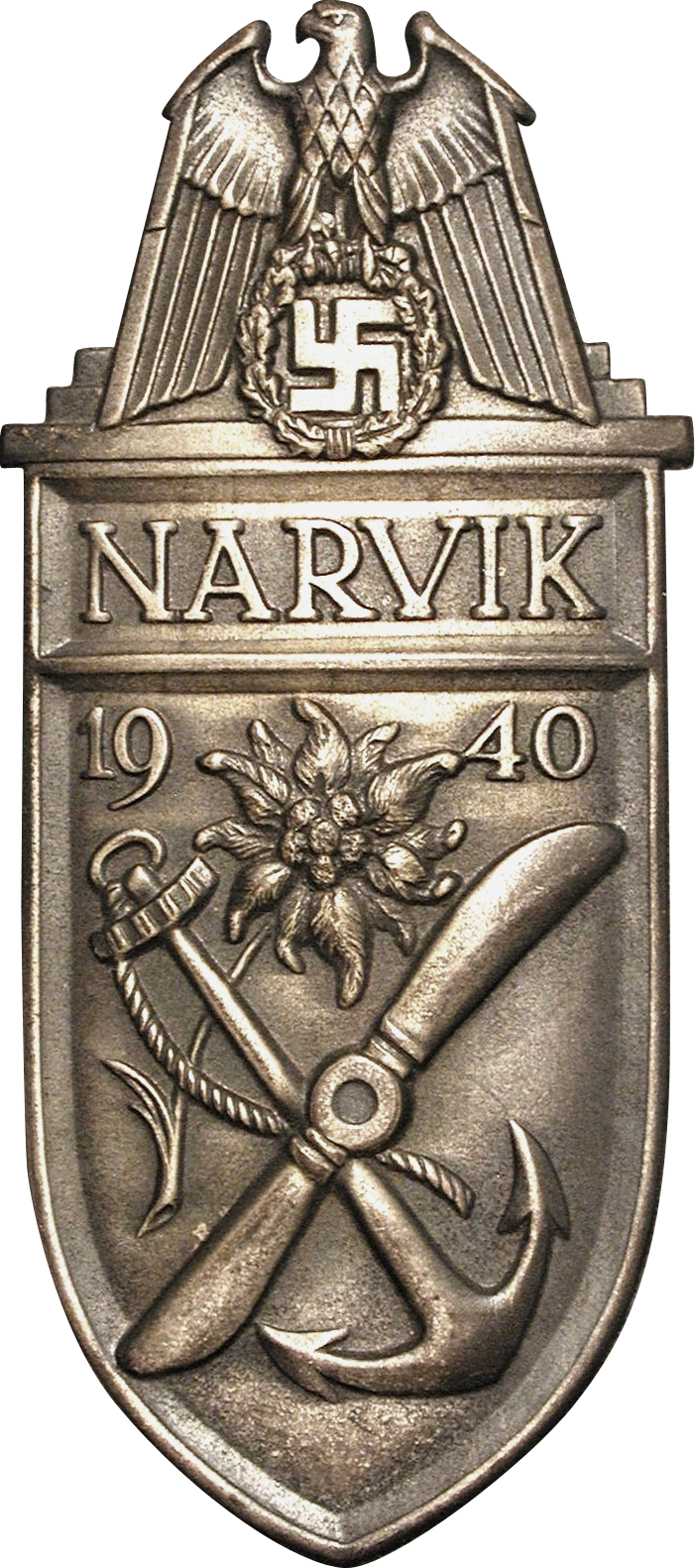
Щит «Нарвик», наградной знак Вермахта

В ночь с 9 на 10 апреля немцы попытались захватить короля Хокона VII возле города Эльверум, однако их атаки были отбиты. Преодолевая сопротивление норвежских войск, немцы к 22 апреля заняли большую часть Южной Норвегии. При этом некоторые города, где находились сопротивлявшиеся норвежские войска, были подвергнуты сильным авиационным бомбардировкам: Ондалснес, Молде, Кристиансанн, Стейнхьер, Намсус, Будё, Нарвик. В ходе бомбардировок погибло много гражданского населения, города были разрушены, многие жители бежали из городов в сельскую местность. Возле Нарвика 10 апреля произошло морское сражение между подошедшими силами английского флота и немецкими эсминцами. Британцам удалось потопить или повредить немецкие корабли возле Нарвика, тем самым отрезав действовавшие в городе части второй и третьей горнострелковых дивизий. В результате немцам не удалось в первые дни кампании развить наступление на севере страны.
13 апреля англичане вновь нанесли поражение силам немецкого флота, подошедшим к Нарвику, и 14 апреля начали высадку объединённого англо-франко-польского контингента в городе Харстад, где они соединились с норвежской 6-й дивизией и начали наступление на Нарвик. 14 апреля англо-французский контингент высадился также в городе Намсус и развернул наступление в центр страны. 17 апреля британские силы высадились в Ондалснесе. Однако наступления союзников из Намсуса и Ондалснеса на юг страны окончились поражениями в районах Стейнхьера и Лиллехаммера, и они были вынуждены вновь отойти к прибрежным городам.
12 мая союзники по антигитлеровской коалиции после продолжительных боёв заняли северную часть Нарвика, а 28 мая с боем захватили весь город и вынудили немцев отойти к Вест-фьорду. Однако тяжёлое положение дел союзников во Франции вынудило их 3-8 июня эвакуировать все свои войска из Норвегии (операция «Alphabet»). Вместе с ними эвакуировались норвежские король и правительство. 2 июня сдались последние норвежские войска, действовавшие в Центральной Норвегии, а 10 июня — в Северной Норвегии. К 16 июня немцы заняли всю территорию Норвегии. Короля, его семью и придворных, британский крейсер «Девоншир» перевёз в Лондон.

## Потери сторон
В ходе боевых действий в Дании потери датской армии составили 13 человек убитыми, потери германских войск — 2 погибших и 10 раненых.
В ходе боевых действий в Норвегии потери норвежской армии составили 1335 человек убитыми и пропавшими без вести, до 60 тысяч пленными; английские войска в боевых действиях на суше потеряли 1896 человек убитыми, пропавшими без вести и тяжелоранеными (общее количество убитых и раненых — 4400 англичан), французские и польские войска — 530 убитыми. Потоплены британские авианосец «Глориес», крейсер ПВО, 7 миноносцев, 4 подводные лодки; повреждения получили 2 линейных корабля и 7 крейсеров. Французский флот потерял потопленной 1 подводную лодку, действовавшие совместно с ними польские ВМС потеряли потопленной 1 подводную лодку.
Немецкие потери в Норвегии — 1307 убитых, 2375 пропавших без вести и 1604 раненых. Потери в воздухе составили 127 самолётов. Особенно большие потери понёс немецкий флот — потоплены тяжёлый крейсер «Блюхер», лёгкие крейсера «Карлсруэ» и «Кёнигсберг», 10 эсминцев, артиллерийское учебное судно «Бруммер», 8 подводных лодок, миноносец, 11 транспортов и более 10 малых кораблей. Повреждения получили линейные корабли «Шарнхорст» и «Гнейзенау», карманный линкор «Лютцов», тяжёлый крейсер «Адмирал Хиппер», лёгкий крейсер «Эмден», артиллерийское учебное судно «Бремзе».

## Итоги
В результате удачного завершения кампании немцам удалось оккупировать Данию и Норвегию. Германия получила стратегически важный плацдарм на севере Европы, это улучшило базирование германских подводных лодок и авиации (что обеспечило контроль за северными морскими коммуникациями), а также обеспечило подвоз различного стратегического сырья из скандинавских стран. Однако, существенные потери германского флота в данной операции, возможно, явились одной из причин отложенной, а позднее и вовсе отменённой и нереализованной десантной операции на Британские острова.